# Krankovics István
Krankovics István (Debrecen, 1949 –) magyar agrár-közgazdász, a gép- és autóbuszgyártó Kravtex-Kühne Csoport tulajdonosa.
41,6 milliárd forintra becsült vagyonával, a 100 Leggazdagabb magyar 2023 rangsora szerint a 49. leggazdagabb ember volt Magyarországon.

## Kezdeti évek, tanulmányok
Debrecen környékén nőtt fel, családja mezőgazdasággal foglalkozott. 
Édesapja a helyi termelőszövetkezetben töltött be vezető pozíciót, fiát is bevonta a gazdálkodásba, aki napszámos béreslegényként is dolgozott.
1973-ban Moszkvában agrár-közgazdász diplomát, majd Budapesten a Marx Károly Közgazdaságtudományi Egyetemen szakközgazdász doktori fokozatot szerzett.

## Az első munkahely
Krankovics 1973-ban családjával Mosonmagyaróvárra költözött, a Kühne Ede mezőgazdasági gépgyárban kezdett el dolgozni, melyet a Rába Győri Vagon- és Gépgyár később magába olvasztott. A Rába első embere, Horváth Ede felfigyelt tehetségére, behívta a Győri Vagon- és Gépgyár központjába, ahol először a szocialista export főosztályának vezetőjévé tette. Ezután, különböző beosztásokat követően, kereskedelmi és beszerzési igazgató lett. Krankovics tökéletes orosz tudásának is köszönhetően kiváló kereskedelmi tapasztalatokra és szerteágazó kapcsolati tőkére tett szert céges előmenetele során.

## Cégalapítás, cégépítés
1992-ben Krankovics megvált a Rábától, hogy családja pénzügyi segítségével megalapítsa az orosz Avtoexporttal közösen a Kravtex Kft.-t. Profiljukba tartozott az Ikarus buszok, a Rába futóművek, a Rába motorok és azok alkatrészeinek exportálása Oroszországba, illetve a volt Szovjetunió utódállamaiba. A Kravtexnek jelentős szerepe volt abban, hogy az Ikarus és a Rába a rendszerváltást követő években gazdaságilag újra megerősödött és pénzügyileg egyensúlyba került. Később, használt Ikarus buszok teljes felújítását és FÁK-országokba történő exportját is megkezdték. 1994-ben, miután az alkatrészek iránti kereslet visszaesett, a Kravtex Kft. régi Ikarus buszok felújításába és értékesítésébe kezdett, főleg a FÁK tagállamaiban voltak vevőik.
1997-ben Krankovics kivásárolta az Avtoexportot a Kravtex Kft.-ből, s evvel a cég kizárólagos tulajdonosává vált. Ugyanebben az évben megvásárolta első munkahelye, a mosonmagyaróvári Kühne Mezőgazdasági Gépgyár Rt. többségi tulajdonát.
Az így létrejött cégcsoport 1999-ben a cseh SOR Libchavy cégtől 9,5 m hosszú buszok gyártására licencet vásárolt, és Magyarországon Credo néven kezdte el gyártani és értékesíteni ezeket az autóbuszokat (az első példány még Kravola néven került forgalomba). Az egykori cseh buszt már a gyártás kezdetekor a magyar igényekhez igazították, az alkatrészek többsége magyar volt, a Credo 80 százalékban magyar termék volt.
Az alaptevékenység, a mezőgazdasági gépgyártás folytatódott a Kühnében, ugyanakkor a Kravtex győri gyárában összeszerelt autóbuszok vázainak gyártása is Mosonmagyaróvárra, a Kühnébe került.

## Magyarország vezető autóbuszgyártója

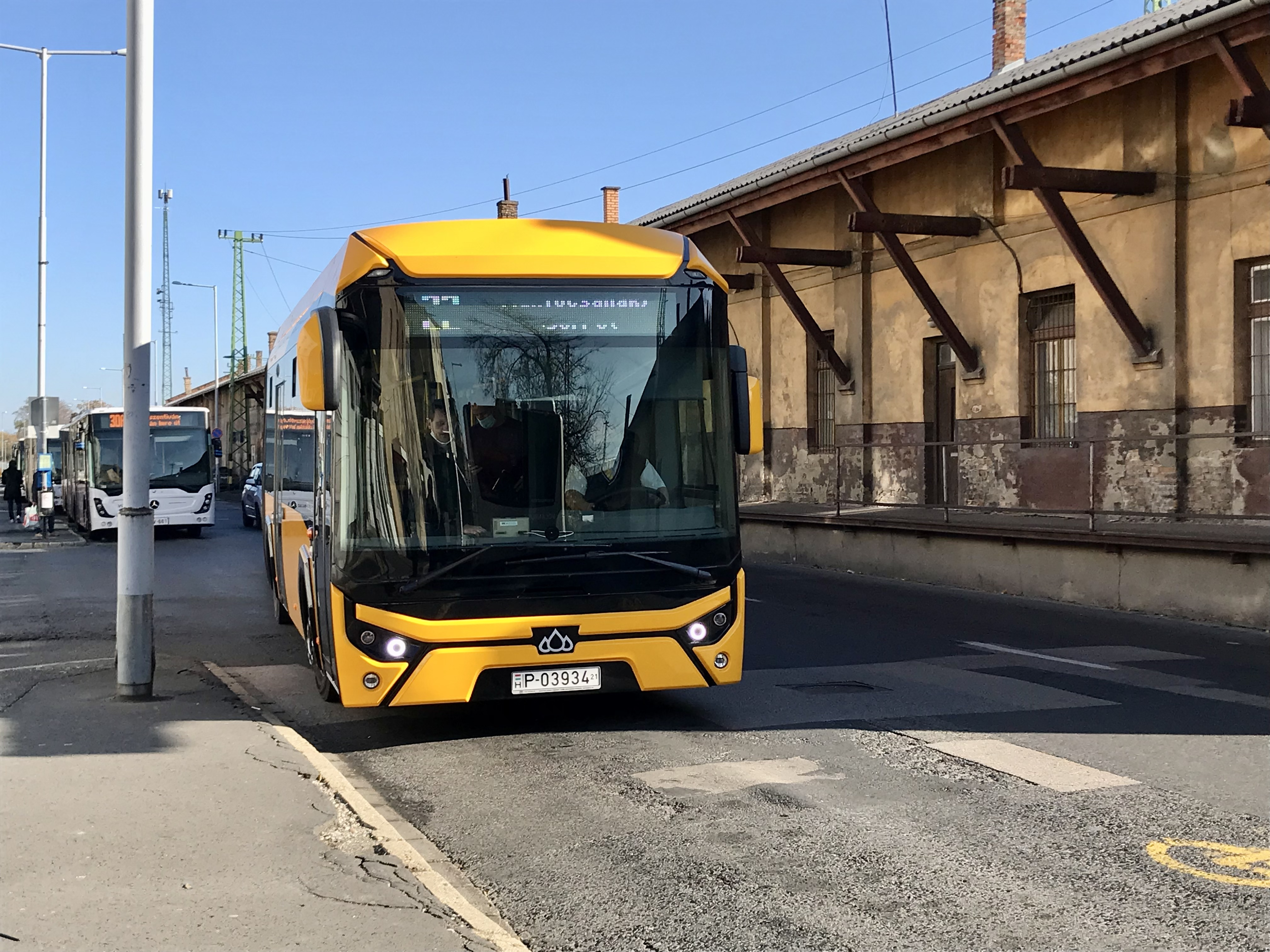
Credo Econell 18 autóbusz

Krankovics cégcsoportja megalakulásától kezdve 2021-ig 2600 autóbuszt értékesített, a Volánbusz Zrt. flottájának 40%-át adják a Credo buszok.  
A Kravtex-Kühne Csoport az egyik legnagyobb, magyar tulajdonú iparvállalat a 2020-as években. Gyártókapacitásukat folyamatosan növelték, 2022-ben átadták a több mint 2 milliárd forint összértékű, 2008 óta folyamatosan bővített, mosonmagyaróvári autóbusz-fejlesztésük harmadik ütemét. Ezzel a lépéssel autóbuszgyártó kapacitásuk évi 1000 darabra növekszik 2023-tól. Kitűzött céljuk, hogy 2025-re a náluk gyártott buszok fele már elektromos meghajtású legyen. 
2021-ben 420 autóbuszt értékesítettek, és újraindították a magyar csuklósbusz-gyártást.  A saját fejlesztésű Credobus Econell 18 Next csuklós buszuk ultrakönnyű vázszerkezetre épített jármű, a világ legkönnyebb csuklós autóbusza, a kategória legkedvezőbb üzemanyag-felhasználású és legalacsonyabb fajlagos szén-dioxid-kibocsátású terméke.
Krankovics István cégcsoportja nem konszolidált árbevétele 2021-ben meghaladta a 30 milliárd forintot.

## Család
Krankovics István Győrött, egy családi házban él feleségével.
Két lánya van, mindketten jogászok.

## Kitüntetés
Krankovics Istvánt "a cégcsoport fejlesztése és versenyképességének növelése által az iparág és egyben a magyar gazdaság fejlődését is elősegítő tevékenysége elismeréseként" A Magyar Érdemrend lovagkeresztjével tüntették ki 2018-ban.